# Crucifixión (Lucas Cranach, 1503)
Crucifixión o Crucifixión de Schleissheim, Lamentación ante Cristo muerto o Cristo en la cruz es un cuadro del pintor alemán Lucas Cranach el Viejo, en la colección de la Antigua Pinacoteca de Múnich.
El segundo nombre de la pintura proviene del Palacio Schleißheim cerca de Múnich, donde se almacenó antes de 1909, antes de que se incluyera en la colección del museo de Múnich.

## Descripción de la imagen
Es una de las primeras pinturas de Cranach conservadas. Se remonta a 1503, probablemente creada durante o poco después de la estancia del pintor en Viena, antes de convertirse en el pintor de cámara del elector sajón Federico el Sabio. A principios del siglo XX, la autoría del cuadro se atribuía a Matthias Grünewald o Wolf Huber.

## Innovación en la composición
La composición de la imagen difiere del enfoque tradicional del tema y probablemente sea el resultado de los experimentos del artista con la perspectiva. Cranach puede haberse inspirado en los grabados en madera de Alberto Durero, incluidos Los Siete Dolores de María, hechos en Núremberg. Las cruces están colocadas en diagonal, y el Cristo moribundo se ha desplazado hacia la derecha (en la iconografía hasta la fecha era la parte central de las pinturas), dejando espacio para María, la madre de Jesús y un estilizado San Juan. La mirada de la Virgen dirigida al rostro de su hijo lleva al espectador automáticamente a desplazar su mirada del rostro triste de María al Cristo moribundo. A través de este cambio, Cranach enriqueció la composición con un mayor realismo y expresividad. Como escribió el historiador alemán Wolfgang Hütt: «En la pintura se percibe una espiritualidad que requiere paz, y esta paz fluye del paisaje». Werner Shade agrega: «La dignidad de los personajes principales evoca reminiscencias de canciones populares de Cuaresma. Las esbeltas formas de Juan permiten adivinar su afinidad con la pintura del norte de Italia».
La crucifixión de Schleissheim es un ejemplo del estilo temprano de la escuela del Danubio y su panteísmo. Pueden encontrarse elementos del realismo franconiano del gótico tardío y los pintores bávaros antiguos. En comparación con la versión anterior, Cranach redujo el número de personajes, lo que logró una «mayor condensación de experiencias y, por tanto, una mayor claridad».

## Otras versiones
Dos años antes, Cranach había pintado su primera obra conservada, sobre el mismo tema de la Pasión, y conocida con el mismo título: La Crucifixión (Museo de Historia del Arte de Viena). En la obra de Cranach hay otras versiones de la Crucifixión de Cristo, incluyendo dos versiones exhibidas en el Kunsthistorisches Museum de Viena: La Crucifixión con María Magdalena y la Crucifixión con el cardenal Alberto de Brandeburgo. Otras versiones de la Crucifixión se encuentran en las colecciones del Art Institute of Chicago (de 1538), la Galería Nacional de Dinamarca, la National Gallery of Art (1536) y el State Museum of Fine Arts de Buenos Aires.

## Procedencia
En 1804, la pintura fue transferida del monasterio en el sur de Alemania después de su secularización, a la colección de la Antigua Pinacoteca.